# Markéta Klevská
Markéta Klevská (23. nebo 24. února 1416 – 20. května 1444, Stuttgart) byla bavorská vévodkyně a hraběnka z Württemberku. Narodila se jako nejstarší dcera Adolfa I. Klevského a jeho druhé manželky Marie Burgundské. Dvakrát se provdala. Poprvé 11. května 1433 za Viléma III. Bavorského, se kterým měla dva syny. Podruhé se vdala 29. ledna 1441 za Oldřicha V. Württemberského, se kterým měla dceru Kateřinu. Markéta zemřela 20. května 1444 ve věku 28 let na neznámou příčinu a byla pohřbena v kostele sv. Kříže ve Stuttgartu.